# Pomnik Kazimierza Brodzińskiego w Tarnowie
Pomnik Kazimierza Brodzińskiego w Tarnowie – pomnik odsłonięty 17 lipca 1884 roku. Pierwszy tarnowski pomnik, który powstał z inicjatywy publicznej.

## Historia
Inicjatorem postawienia pomnika ku pamięci Kazimierza Brodzińskiego był Bronisław Trzaskowski, założyciel Towarzystwa Pedagogicznego. Jako miejsce ustawienia wybrano plac przed Gimnazjum (obecnie I Liceum Ogólnokształcące) do którego uczęszczał w latach 1805–1809. Pieniądze zbierano podczas wieczorków, koncertów miejscowego Towarzystwa Muzycznego i składek. Projekt pomnika przygotował Walery Gadomski. Odsłonięcie miało miejsce 17 lipca 1884 roku podczas XVIII zjazdu Towarzystwa Pedagogicznego. W uroczystości wzięli udział: zięć Brodzińskiego - Rucz, właściciel wsi Faszyce pod Błoniem, starosta tarnowski książę Ludwik Poniński, burmistrz Tarnowa Witold Rogojski, prezes Akademii Umiejętności Józef Majer, członkowie zarządu Towarzystwa Pedagogicznego, dziennikarze i mieszkańcy Tarnowa. Gospodarzem był dyrektor gimnazjum Bronisław Trzaskowski. Na czarnej, marmurowej tablicy umieszczono napis: Kazimierzowi Brodzińskiemu, uczniowi Gimnazyum Tarnowskiego żołnierzowi za sprawę ojczystą nauczycielowi - poecie wdzięczni rodacy. Z okazji odsłonięcia pomnika Jan Kornicki przełożył na język niemiecki sielankę „Wiesław" Kazimierza Brodzińskiego. Pomnik został zniszczony przez Niemców w 1940 roku podczas II wojny światowej. Jego replikę odsłonięto 22 lipca 1974 roku.